# Liste von Inseln von Bangladesch
Die folgende Liste von Inseln von Bangladesch gibt einen Überblick der Inseln in dem von Marschland und Gezeiten geprägten Land.
Die Inseln Bangladeschs liegen verstreut entlang des Golfs von Bengalen und der Mündung des Padma. Das Wort „Char“ taucht in vielen Namen auf und bezeichnet die Sedimentinseln in den Auen des Gangesdeltas. Viele große Flüsse, die aus dem Himalaya entspringen, führen hohe Sedimentmengen mit sich, die sich an der Küste des Golfs von Bengalen ansammeln. Dies hat zu erheblichen Veränderungen der Küstenmorphologie geführt, einschließlich der Entstehung neuer Inseln, oder dem Verschwinden von Inseln wie von Bholar Dweep, einer kleinen Insel zwischen Teknaf Upazila und St. Martin’s Island, welche um 1861 verschwand, oder South Talpatti Island, die zwischen Indien und Bangladesch umstritten war. Die Associated Press berichtete, sie sei im März 2010 untergegangen.

## Westlicher Golf von Bengalen
- Ashar Char
- Andar Char
- Rangabali
- Dublar Char
- Bangabandhu Island[3]
- Burir Char
- Char Hare

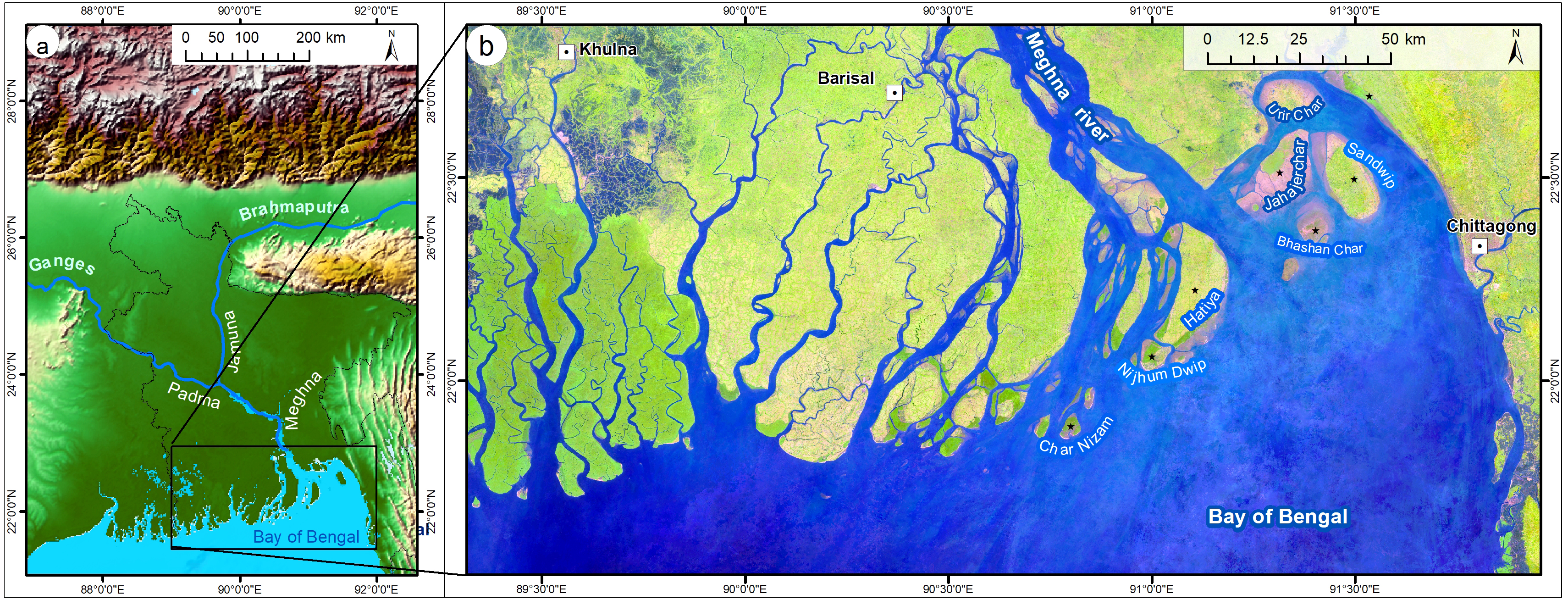
Ausschnitt des Gangesdeltas.

- Char Lakhsmi/Birshreshta Hamid Island
- Char Manika
- Ramnabad Island
- Char Mantaz
- Pakhkhir Char
- Dimer Char
- Char Bagala

## Nördlicher Golf von Bengalen
- Bhola Island, die größte Insel Bangladeschs
- Sandwip, eine große Insel im Chittagong District
- UrircharVegetations-Sukzession bei Bhashan Char, Jahajer char und Sandwip.[4]
- Bhasan Char

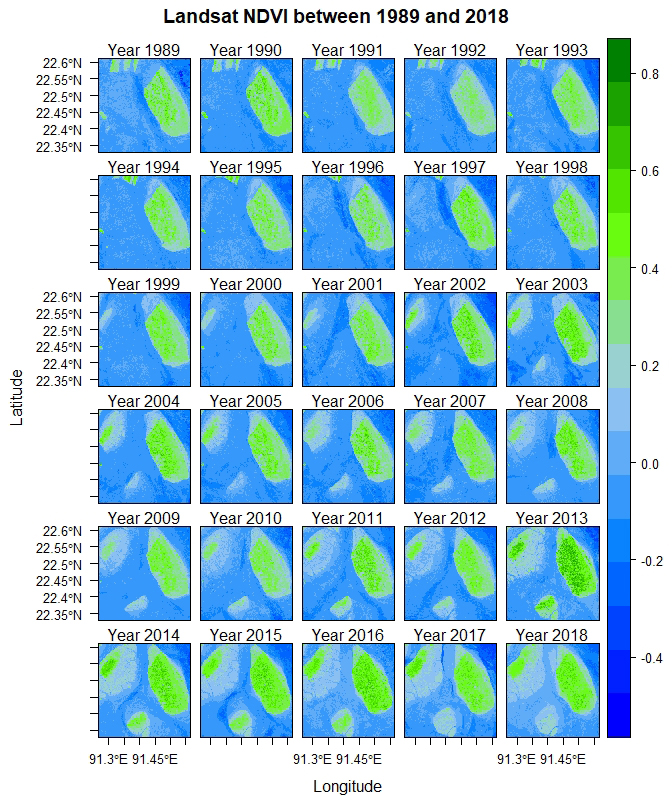
Vegetations-Sukzession bei Bhashan Char, Jahajer char und Sandwip.

- Swarna Dweep (Jahajer Chor / Jahejjar chor)
- Hatiya
- Nijhum Dwip
- Manpura Island
- Dal Char
- Char Nizam
- Char Kukri Mukri
- Char Lakshmi
- Ballar Char
- Char Sakuchia
- Char Montaz
- Char Gazi
- Char Faizuddin

## Östlicher Golf von Bengalen
- Kutubdia
- Matarbari
- Maheshkhali Island
- Sonadia
- Jaliadwip
- St. Martin's Island
- Chhera island (Verlängerung von St. Martin’s Island)
- Akram Island (Verlängerung von St. Martin’s Island)